# مقاطعة الراين
مقاطعة الراين (بالألمانية: Rheinprovinz)‏، والمعروفة أيضًا باسم Rhenish Prussia ( Rheinpreußen) أو مرادفة لراينلاند ( راينلاند)، كانت المقاطعة الواقعة في أقصى غرب مملكة بروسيا ودولة بروسيا الحرة، داخل الرايخ الألماني، من عام 1822 إلى عام 1946. تم إنشاؤه من مقاطعات الراين السفلى وJülich-Cleves-Berg. كانت عاصمتها كوبلنز وفي عام 1939 كان عدد سكانها 8 ملايين نسمة. ارتبطت مقاطعة هوهينزوليرن عسكريا بـ Oberpräsident في مقاطعة الراين.
تحد مقاطعة الراين من الشمال هولندا، ومن الشرق المقاطعات البروسية في وستفاليا وهيس-ناساو، ودوقية هيس دارمشتات الكبرى ، في الجنوب الشرقي بالاتينات (مقاطعة مملكة بافاريا )، في الجنوب والجنوب الغربي لورين، وفي الغرب لوكسمبورغ وبلجيكا وهولندا.
كانت منطقة فتسلار الصغيرة الحصرية، التي تقع بين ولايتي الدوقية الكبرى هيس ناساو وهيس دارمشتات، جزءًا من مقاطعة راين. من ناحية أخرى، كانت إمارة بيركنفلد جيبًا لدوقية أولدنبورغ الكبرى، وهي دولة منفصلة للإمبراطورية الألمانية.

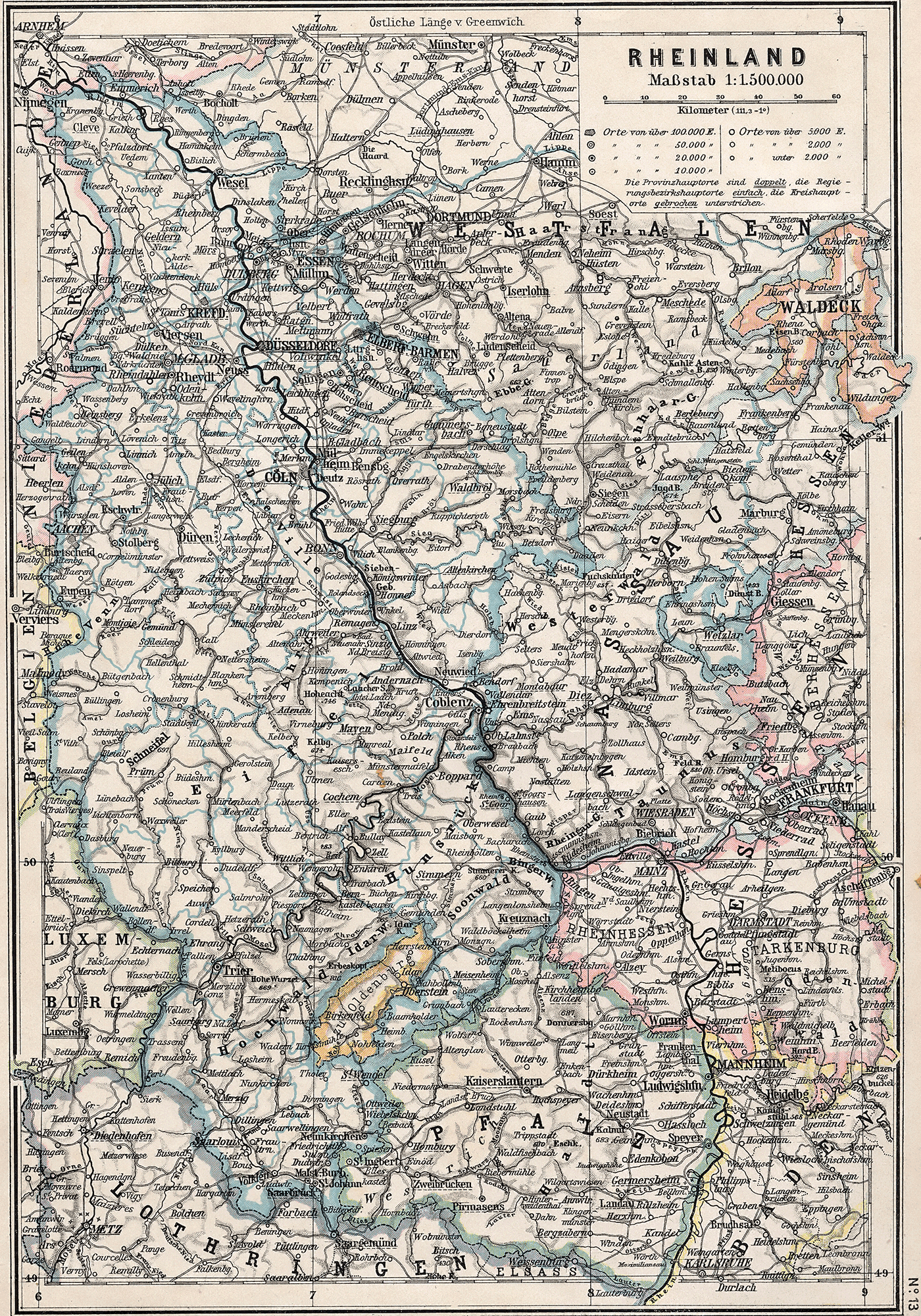
مقاطعة الراين، 1905

## التركيبة السكانية
بلغ عدد سكان مقاطعة الراين عام 1905 6،435،778، بما في ذلك 4،472،058 من الروم الكاثوليك و 1،877،582 من البروتستانت و 55،408 من اليهود. كان الضفة اليسرى كاثوليكية في الغالب، بينما كان على الضفة اليمنى حوالي نصف السكان بروتستانت. كان الجزء الأكبر من السكان من ألمانيا عرقيا، على الرغم من أن بعض القرى والبلدات في الجزء الشمالي ( مقاطعة Jülich-Cleves-Berg ) كانت أكثر توجها نحو هولندا. على الحدود الغربية والجنوبية (خاصة في سارلاند ) أقامت مجتمعات أصغر ناطقة بالفرنسية، بينما كانت المنطقة الصناعية في الرور تؤوي المهاجرين البولنديين الجدد من المقاطعات الشرقية للإمبراطورية.

## حكومة

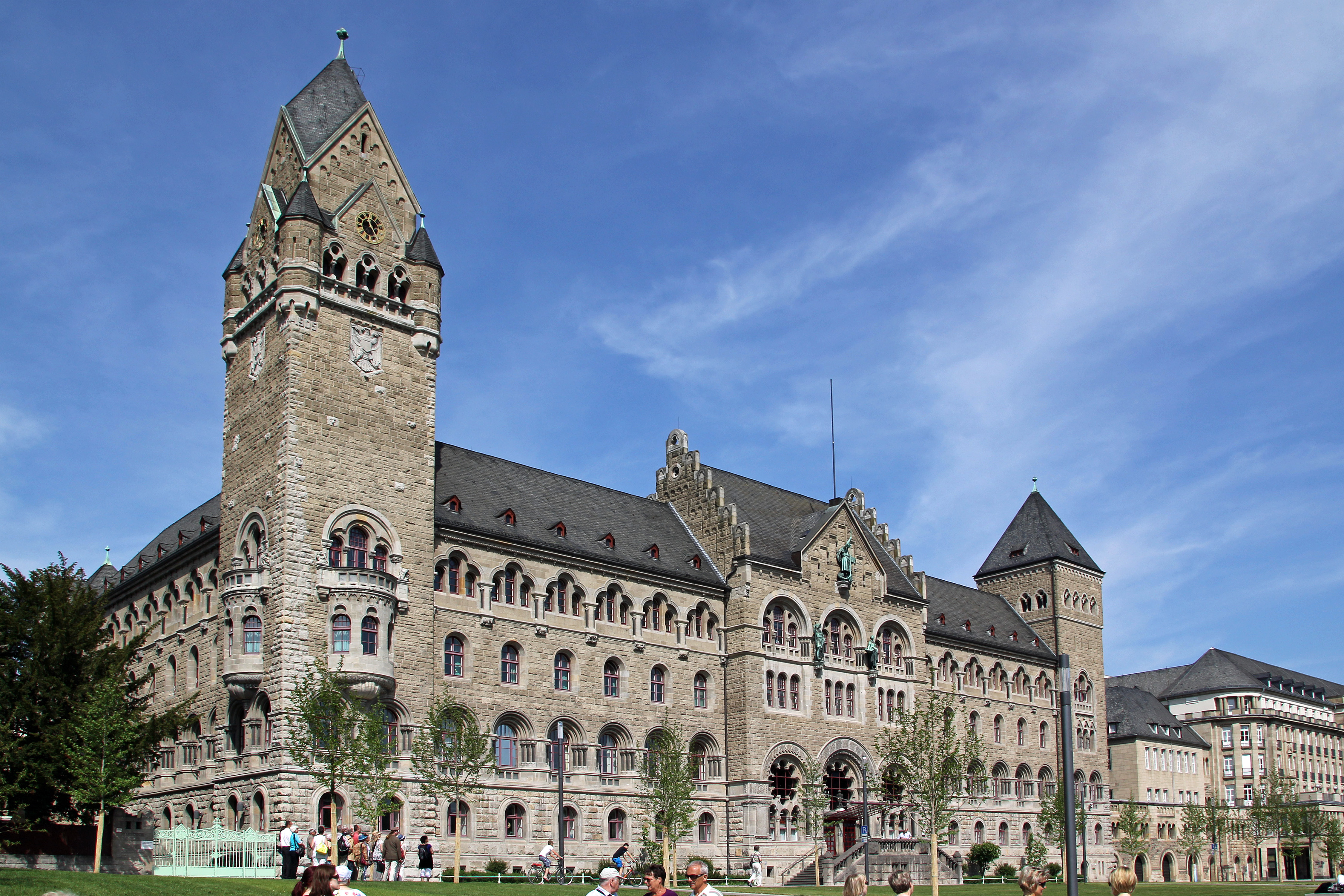
مبنى الحكومة البروسية السابقة لمقاطعة الراين في كوبلنز

## الاقتصاد

### الزراعة
في عام 1946، تم تقسيم مقاطعة الراين إلى ولايات هيس، شمال الراين - وستفاليا وراينلاند بالاتينات التي تأسست حديثًا.